# Marcelo Ortiz
Marcelo Ortiz (Corrientes, 13 gennaio 1994) è un calciatore argentino, difensore dell'Atl. Tucumán.

## Caratteristiche tecniche
È un difensore centrale.

## Carriera
Cresciuto nelle giovanili del Boca Unidos, ha esordito in prima squadra il 7 dicembre 2013 in occasione del match pareggiato 1-1 contro il San Martín (SJ).

## Statistiche

### Presenze e reti nei club
Statistiche aggiornate al 16 marzo 2018.
| Stagione           | Squadra            | Campionato         | Campionato | Campionato | Coppe nazionali | Coppe nazionali | Coppe nazionali | Coppe continentali | Coppe continentali | Coppe continentali | Altre coppe | Altre coppe | Altre coppe | Totale | Totale | Totale |
| Stagione           | Squadra            | Comp               | Pres       | Reti       | Comp            | Pres            | Reti            | Comp               | Pres               | Reti               | Comp        | Pres        | Reti        | Pres   | Reti   |        |
| ------------------ | ------------------ | ------------------ | ---------- | ---------- | --------------- | --------------- | --------------- | ------------------ | ------------------ | ------------------ | ----------- | ----------- | ----------- | ------ | ------ | ------ |
| 2013-2014          | Boca Unidos        | BN                 | 11         | 0          | CA              | 1               | 0               |                    | -                  | -                  |             | -           | -           | 12     | 0      |        |
| 2014               | Boca Unidos        | BN                 | 10         | 0          |                 | -               | -               |                    | -                  | -                  |             | -           | -           | 10     | 0      |        |
| 2015               | Boca Unidos        | BN                 | 38         | 0          | CA              | 0               | 0               |                    | -                  | -                  |             | -           | -           | 38     | 0      |        |
| 2016               | Boca Unidos        | BN                 | 15         | 0          | CA              | 0               | 0               |                    | -                  | -                  |             | -           | -           | 15     | 0      |        |
| 2016-2017          | Boca Unidos        | BN                 | 37         | 0          | CA              | 0               | 0               |                    | -                  | -                  |             | -           | -           | 37     | 0      |        |
| Totale Boca Unidos | Totale Boca Unidos | Totale Boca Unidos | 111        | 0          |                 | 1               | 0               |                    | -                  | -                  |             | -           | -           | 112    | 0      |        |
| 2017-2018          | Rosario Central    | PD                 | 3          | 0          | CA              | 1               | 0               |                    | -                  | -                  |             | -           | -           | 4      | 0      |        |
| Totale carriera    | Totale carriera    | Totale carriera    | 114        | 0          |                 | 2               | 0               |                    | -                  | -                  |             | -           | -           | 116    | 0      |        |

## Palmarès

### Club

#### Competizioni nazionali
- Copa Argentina: 1

Rosario Central: 2017-2018